# Centre d'instruction à la pacification et à la contre-guérilla
Les Centres d'instruction à la pacification et à la contre-guérilla (CIPCG), étaient deux écoles de guerre psychologique créées en Algérie française par les officiers d'état-major Raoul Salan et Charles Lacheroy durant la guerre d'Algérie, sur l'initiative de Jacques Chaban-Delmas, ministre de la Défense à l'époque.

## École de guerre psychologique
Durant la guerre d'Algérie, les CIPCG étaient une école destinée à la formation des cadres sur la guerre psychologique. Le renseignement et la propagande sont intégrés comme une « arme psychologique » à part entière, que le colonel Lacheroy compare à d'autres armes conventionnelles telles que les chars ou l'aviation. Fondé à partir d'une réflexion sur la guerre d'Indochine et l'expérience acquise lors des combats contre le Việt Minh, la « guerre contre-révolutionnaire » exige, pour ces officiers, de nouvelles méthodes, en particulier l'importance accordée à l'aspect politique de la guerre : on insiste sur la capacité à démanteler l'« Organisation politico-administrative » (OPA) du FLN, ce qui exige de surveiller la population civile, d'arrêter les militants de base et de les interroger afin de remonter les filières. Or, pour Lacheroy, ceci pose des problèmes de « réglementation » de ce qui est « toléré », ou non, dans la conduite de cette guerre : « On ne fait pas une guerre révolutionnaire avec le Code Napoléon » .
Créée en 1958, sous la direction de Marcel Bigeard, les instructeurs étaient pour la plupart eux-aussi des vétérans de la guerre d'Indochine. Comme Bigeard, certains avaient été faits prisonniers, envoyés dans les camps de rééducation où ils avaient subi le travail psychologique (dont des tortures) des commissaires politiques Việt Minh, ainsi que de communistes français tels que Georges Boudarel. Fort de l'expérience de ces vétérans, l'état-major souhaitait sa mise en pratique contre la rébellion du FLN.
De 1958 à 1960, plus de 8 000 officiers et sous-officiers l'ont fréquenté. Ouverte à l'international, des stagiaires belges et portugais y furent instruits afin d'apprendre à lutter contre les mouvements indépendantistes naissant au Congo belge, en Angola et au Mozambique.

## CIPCG de Philippeville
Le premier des deux centres a été créé à Philippeville (Skikda) dans le district du Constantinois. Situé dans le hameau de Jeanne-d'Arc, à l'est de Philippeville, le Centre d'entraînement à la guerre subversive, surnommé « école Bigeardville », a été inauguré officiellement le 10 mai 1958, en présence de Jacques Chaban-Delmas, ministre de la Défense nationale du gouvernement Félix Gaillard, et de Jean Lartéguy, l'auteur des Centurions .
Dans ses Mémoires, Chaban-Delmas a écrit que Bigeard était « l'homme qu'il fallait pour faire subir aux officiers subalternes un véritable électrochoc psychologique qui changerait à jamais leur façon d'envisager les choses » . 
Dirigée par Marcel Bigeard, l'école a pour mission d'organiser des stages d'une « durée de quatre à six semaines » afin de « former des officiers avertis aux formes de la guerre révolutionnaire pour lutter pratiquement contre elles, grâce à une instruction sur la lutte contre l'infrastructure politico-militaire et un entraînement à la conduite des opérations de jour et de nuit contre les bandes » . Interrogé par la journaliste Marie-Monique Robin sur le contenu de l'enseignement dispensé, Bigeard lui répond :
«  Concrètement… Les organigrammes, comment on remonte les filières, les enquêtes de police… Et puis, en plus, la forme physique, l'idéal, la grandeur, défendre la patrie ! Apprendre à regarder la mort en face, enfin, vous voyez. Je transformais les types, un petit peu comme font les islamistes, si vous voulez, prêts à sauter avec leurs bombes ! »
Dans Les Crimes de l'armée française, l'historien Pierre Vidal-Naquet reproduit un article publié le 18 décembre 1958 dans Témoignage chrétien, où le journaliste Robert Barrat rapporte le témoignage d'un officier, ancien stagiaire du centre:
«  Comment n'y aurait-pas complicité de l'ensemble de la hiérarchie quand, dans une école comme celle de Jeanne-d'Arc, on nous expliquait, pendant le cours sur le renseignement, qu'il y avait une torture humaine. (…) Le capitaine L. nous a donné cinq points que j'ai là, de façon précise, avec les objections et les réponses: 1) il faut que la torture soit propre; 2) qu'elle ne se fasse pas en présence de jeunes; 3) qu'elle ne se fasse pas en présence de sadiques; 4) qu'elle soit faite par un officier ou par quelqu'un de responsable; 5) surtout qu'elle soit "humaine", c'est-à-dire qu'elle cesse dès que le type a parlé et qu'elle ne laisse pas de trace. Moyennant quoi - conclusion - vous aviez droit à l'eau et à l'électricité. »
C'est d'ailleurs dans un brouillon établi par le capitaine Raymond Chabanne (futur général), qui travaillait au Centre sous les ordres de Bigeard, qu'apparaît le mot « torture », ainsi que celui de « génératrice » ; mot qui, lorsque le programme d'enseignement est tapé à la machine, est remplacé par « L'action policière: nouvelles méthodes menées pendant les mois précédents » .

## CIPCG d'Arzew
Le second centre était basé dans la ville portuaire d'Arzew, près de Mostaganem, district de l'Oranie. Dépendant du 5e bureau du Service de documentation extérieure et de contre-espionnage (SDECE), l'ancêtre de la Direction générale de la Sécurité extérieure (DGSE), il était dirigé par un ancien prisonnier des camps de rééducation Việt Minh en Indochine, le lieutenant-colonel André Bruge, qui avait proposé dès l'été 1956 au ministre-résident et gouverneur général en Algérie du gouvernement Guy Mollet, Robert Lacoste, d'appliquer les méthodes de « lavage de cerveau » du Việt Minh aux prisonniers algériens .

## Filmographie
- L'Honneur d'un capitaine, Pierre Schoendoerffer, 1982
- Escadrons de la mort, l'école française, Marie-Monique Robin, 2006